# Daksjaure
Daksjaure är en sjö i Dorotea kommun i Lappland och ingår i Ångermanälvens huvudavrinningsområde. Sjön har en area på 0,259 kvadratkilometer och ligger 866,1 meter över havet.